# Budżetowanie
Budżetowanie – jest jednym z instrumentów rachunkowości zarządczej, wspomagającym osiąganie celów przedsiębiorstw. Jest to proces obejmujący projektowanie, tworzenie i zatwierdzanie budżetu, a także jego późniejszą kontrolę. Budżetowanie jest wynikiem planowania zamierzeń rozwojowych przedsiębiorstwa, wskazującego cele i kierunki jego działania oraz sposób wykorzystania zasobów. Budżetowanie jest kwantyfikowaniem założeń przyjętych w planach, ich uszczegółowieniem i ma za zadanie przypisanie konkretnych środków i działań do miejsc i czasu ich wykonania oraz osób odpowiedzialnych, jak również ich kontrolę. Pomiędzy planowaniem, budżetowaniem a kontrolą istnieje związek dwukierunkowy. Wzajemna relacja powoduje potrzebę regularnego rewidowania przyjętych założeń.
Budżet to finansowy plan działania przedsiębiorstwa, który prezentuje sposób alokacji zasobów wyrażony w jednostkach pieniężnych lub w jednostkach naturalnych, sporządzany na okres roku lub na czas trwania projektu, zaakceptowany i realizowany przez pracowników poszczególnych szczebli zarządzania. 
Wyróżnia się budżet stały (opracowany dla jednego poziomu działalności) i elastyczny (tworzony w oparciu o analizę czynników zmienności kosztów dla różnych poziomów działalności).

## Rodzaje budżetowania
Wyodrębniamy różne typy budżetowania: 
- budżetowanie kroczące – stworzenie dokładnego budżetu dla pierwszego kwartału oraz ogólnego dla pozostałych kwartałów;
- przyrostowe – stworzenie budżetu na podstawie danych z poprzedniego okresu najczęściej pomnożonych o odpowiedni wskaźnik, „od zera” – opracowanie budżetu na podstawie dokładnej analizy, tak jakby był on wdrażany dla danej jednostki po raz pierwszy;
- odgórne – opracowanie budżetu na poziomie menadżerów wyższego szczebla zarządzania;
- budżetowanie partycypacyjne – kierownictwo opracowuje strategie firmy, a pracownicy opracowują budżety cząstkowe.

## Etapy budżetowania
Budżetowanie składa się z: 
1. opracowania założeń do budżetu,
2. opracowania budżetu,
3. uzgodnienia i zatwierdzenia budżetu,
4. kontroli wykonania budżetu,
5. reakcji na wyniki kontroli.

## Funkcje budżetowania
Do funkcji budżetowania można zaliczyć: 
- mobilizowanie do okresowego planowania,
- koordynacja działań i współpracy,
- umożliwienie komunikowania zamierzeń,
- dostarczanie podstaw do kontroli i oceny dokonań,
- dostarczanie danych do opracowania systemów motywacyjnych.